# Mesorhaga fujianensis
Mesorhaga fujianensis är en tvåvingeart som beskrevs av Yang 1995. Mesorhaga fujianensis ingår i släktet Mesorhaga och familjen styltflugor.
Artens utbredningsområde är Fujian (Kina). Inga underarter finns listade i Catalogue of Life.